# الجبيل2
الجبيل2 في عام 2004 تم وضع الأساسات الأولية لمدينة الجبيل2 (تنطق الجبيل تو غالبا)، وهي امتداد عمراني وصناعي لمدينة الجبيل حيث يقدر قيمة الاستثمار فيها حالياً حوالي 72 مليار ريال سعودي حيث ستشيد فيها مصانع جديدة تابعة لـ15 شركة، وقد خططوا بأن تستوعب الجبيل2 في المستقبل حوالي 20 مجمع صناعي، تبلغ طاقتها الإنتاجية (70) مليون طن متري سنوياً من البتروكيماويات، ومشتقات النفط المكررة باستثمار حوالي 232 مليار ريال.

## التأسيس
لقد قامت الهيئة الملكية للجبيل وينبع بالبدء في تطوير منطقة صناعية تقع مباشرة غرب المنطقة الصناعية الحالية أطلق عليها الجبيل (2)، وتبلغ مساحتها (62) كم2، وقد تم اختيار هذه المنطقة لقربها من مصادر اللقيم ومرافق البنية التحتية في مدينة الجبيل الصناعية التي يمكن توسعتها لتلبية حاجة النمو الصناعي.

## التطوير
من المخطط أن يتم تطوير الجبيل (2) على أربع مراحل تكتمل الأولى منها في عام 1428هـ. ومن المخطط أيضا أن تجذب استثمارات تقدر بـ (72) مليار ريال. وتليها المراحل الثلاث الأخرى التي تكتمل بحلول عام 1444هـ. وتبلغ التكلفة الإجمالية لتطوير موقع الجبيل(2) (14) مليار ريال من المنتظر أن تجتذب استثمارات تقدر بـ (210) مليار ريال، أي أن الريال الواحد الذي تنفقه الدولة سيجتذب(15) ريالاً من الاستثمارات كما ستوفر الجبيل (2) (55) ألف فرصة عمل مباشرة و(330) ألف فرصة عمل غير مباشرة.

## البنية التحتية
أهم تجهيزات البنية التحتية لمشروع الجبيل (2) التي تفضل خادم الحرمين الشريفين بوضع حجر الأساس لها هي:
- تسوية الموقع من خلال أعمال الحفر والردم وإعداد قنوات تصريف مياه الأمطار. وتشمل كذلك تشييد الطرق وشبكة للمياه المحلاة وشبكة لنقل وتوزيع مياه البحر لتبريد المصانع وشبكة لخطوط الكهرباء وشبكة اتصالات هاتفية.
- إنشاء شبكة خطوط نقل مواد اللقيم (الغاز الطبيعي) من الشبكة الوطنية لتجميع ومعالجة الغاز.
- إنشاء خطوط إيصال المنتجات الصناعية إلى ميناء الملك فهد الصناعي، وتشمل إقامة الداعمات الخرسانية وتجهيزات السلامة والأمن الأساسية.
- توسعة ميناء الملك فهد الصناعي، بإضافة عدد من الأرصفة وساحات التخزين ومعدات مناولة المواد لتصدير المنتجات الصناعية المختلفة.
- تطوير حي جلمودة السكني ليواكب الطلب على الأراضي السكنية بما يتماشى مع النمو في الشق الصناعي. ومن المخطط أن يستوعب الحي أكثر من ثمانية الآف وحدة سكنية، ليفي بحاجة (45) ألف نسمة من السكان.

## وصلات خارجية
- موقع الهيئة الملكية للجيل وينبع
- دليل مدينة الجبيل الصناعية